# Ziama Mansouriah
Ziama-Mansouriah (ex Mansouria, en arabe : زيامة منصورية, en tifinagh ⵣⵉⴰⵏⴰ ⵎⴰⵏⵚ—ⵔⵉⵢⴰ), est une commune côtière de la wilaya de Jijel en Algérie. Elle est située en Petite Kabylie à environ 40 km au sud-ouest de Jijel dans le golfe de Béjaïa. Ziama-Mansouriah est le chef-lieu de la Daïra de Ziama-Mansouriah. (appartenant  Jadis à la commune d'Aokas-Béjaïa).

## Géographie

### Situation
Le territoire de la commune de Ziama-Mansouriah se situe à l'ouest de la wilaya de Jijel.
| Mer Méditerranée   | Mer Méditerranée             | El Aouana      |
| Melbou (Béjaia)    | Ziama-Mansouriah             | Selma Benziada |
| Tamridjet (Béjaia) | Tamridjet (Béjaia), Eraguene | Eraguene       |

### Localités de la commune
À sa création en 1948, la commune de Ziama-Mansouriah est composée, outre son chef-lieu éponyme, des vingt-huit localités suivantes:
- Adderdarène
- Aït Issad
- Aït Achour
- Aït Khalfellah
- Aït Saadallah
- Akhemkhem (Ikhemkham)
- Akhyam
- Aoujitène (Iouejitène)
- Bir Ghezala
- Boublatène (Plage rouge)
- Boufalkou
- Bougherda
- Boughdir
- Cheria
- El Djebel
- El Hamma
- Erramène
- Laâchaïche
- Aït Ali ( ouled Ali)
- Rekkiz
- Sahel
- Taddernout
- Taghzoult
- Talatou
- Tasskar (Tasgua)
- Taza
- Tizghouan
- Tizrarène

Actuellement, la commune est composée de l'agglomération chef-lieu, Ziama-Mansouriah, et des agglomérations secondaires d'Azirou Amar, Taza et Boublatène.
La zone éparse de la commune compte les hameaux et villages suivants : Aïn Aït Salem, Aït Aissa, Aït Ayyach, Aït Badi, Aït Bilel, Aït Bouziad, Aït Cheikh, Aït Khelifa, Aït Issad, Aït Qati, Abirène, Aghir Melloul, Agheldène, Aguelmame, Aghezzou, Akherraten, Akhertane, Amridj, Assilane, Azib Asafou, Azrarène, Ayadène. Begrez, Belamrabet, Boualdou, Bouazzou, Boudejri, Boufalkou, Boufatous, Bouhamra, Bouharoune, Boulayène, Bouledjraad, Bounacer, Boukandara.Cheria, Chettia, Dar el haddad, Draa Boussoussou, Draa Djenana, Dizid, El Djebel, El Hawafi, El Kabour, El Kessir, El Kitoune, Eloutia, El Metalate, El Wata, Hami, Iâayaden, Issenane, Lasnabe Aïdoune, Lqaa n Aghil Khlef, Melaab, Mouzaoui, Sonelgaz, Sefara, Sefsaf.
Taazibt, Taouiza, Taghilt, Taddert Akherkhor, Taddert Izemouren, Taddert n Mekhlouf, Taddert Tamsilt, Taddert Taourart, Taguersift, Taghza, Taghzout, Takikbet, Talatou, Tamdellest, Tamda, Taqenjouht n Aït Boukrara, Taqsart, Tazakzaout, Tibrakhan, Timellahan, Timridjen, Tizegttam, Tazemourt...

## Histoire

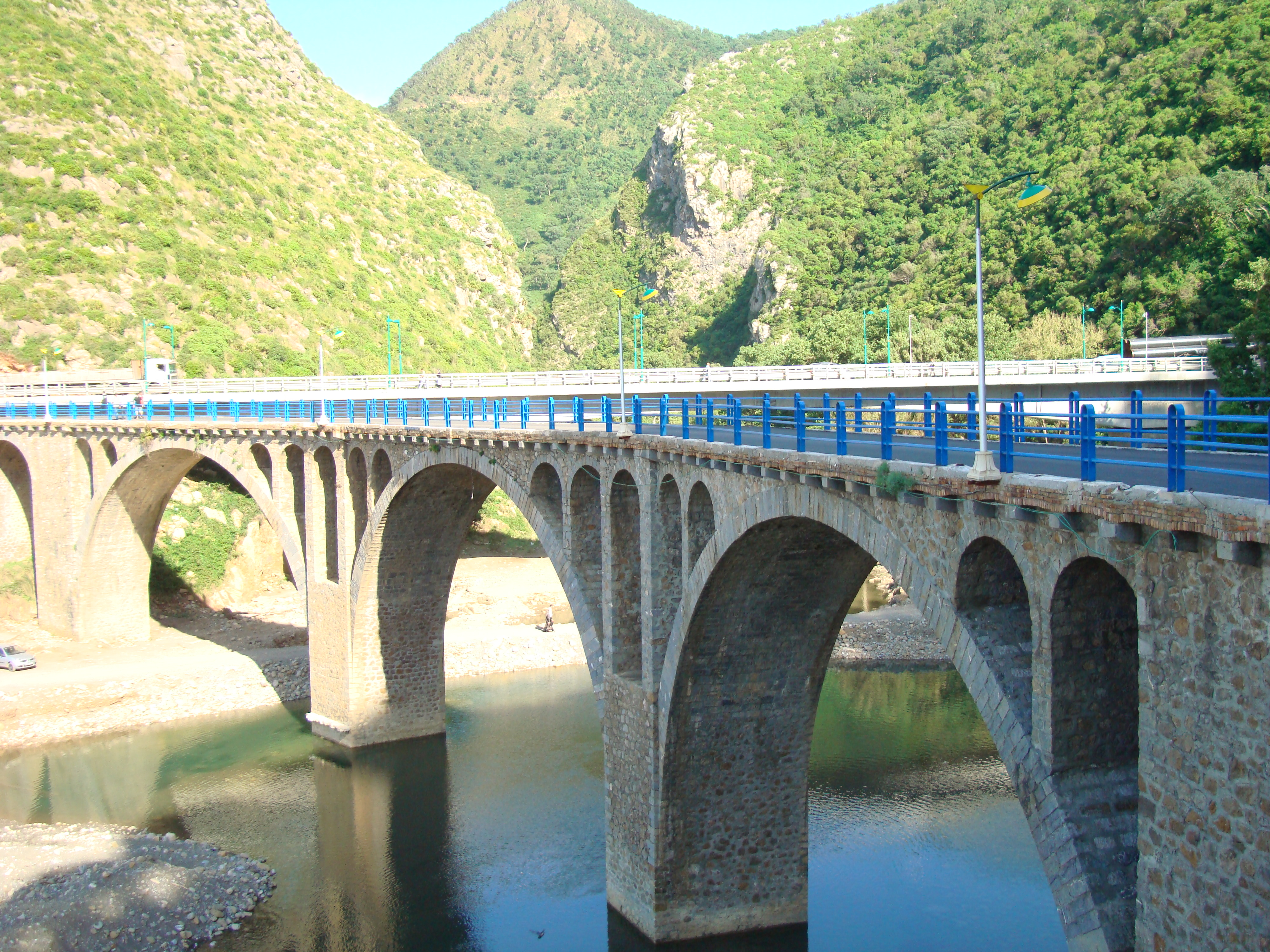
Ziama Jijel

Dans l’Antiquité, se trouvait peut-être à cet endroit une ville punique, Chova (Chobae). Plus tard, sous le règne de Septime Severe, elle avait le rang de municipe. Elle devint ensuite l’évêché de Cova (Coviensis), appartenant à la province romaine de Maurétanie Sitifienne. Son évêque Restitut fut convoqué à Carthage par Hunéric en 484.
À l’époque byzantine, c'était une cité fortifiée. Depuis, la ville est un Siège titulaire.
À l'époque coloniale française, la ville se nommait Mansouria. En 1958, elle faisait partie de l'ancien département de Constantine. Après l'indépendance de l'Algérie, elle prend le nom de Ziama-Mansouriah.

## Démographie
En 2008, la commune de Ziama-Mansouriah compte 12 642 habitants.

## Culture

### Langues
Les habitants de la commune de Ziama-Mansouriah parlent la langue Arabe dans une variante proche de celle pratiquée à Jijel, avec certaines particularités propres à la région (e.g. conservation de son [qaf كاف], présence d'un riche vocabulaire berbère (patronymes, toponymes, faune et flore, etc)). Certains habitants pratiquent la langue berbère dans sa variante locale (Tasahlite).

### Gastronomie
Les traditions culinaires de la région sont très riches et variées, chaque occasion à ses plats typiques (fête, funérailles, Ramadan), quelques spécialités locales :
- Sekssou (couscous): sauce blanche, sauce rouge, Abazine, Abisar, Ameqfoul, Mesfouf, Seksou di Abelouṭ, etc
- Taεasbante (ou Lεasban)
- Tikerchiwan
- Zrir
- Bssissa
- Rfiss
- Leghrayef (ou Talilayte)
- Chwaref (ou Timrekban)
- Cherba
- Soupe d'Aguerni
- Aṭemmin Boughelya
- Arbiṭ
- Lkesra (Aghroum Ouffan)
- Lmaṭlouε (Aghroum n'Tamtounte)
- Lkesra di b'lekhliε (ou Tamkhelaεte)

## Galerie

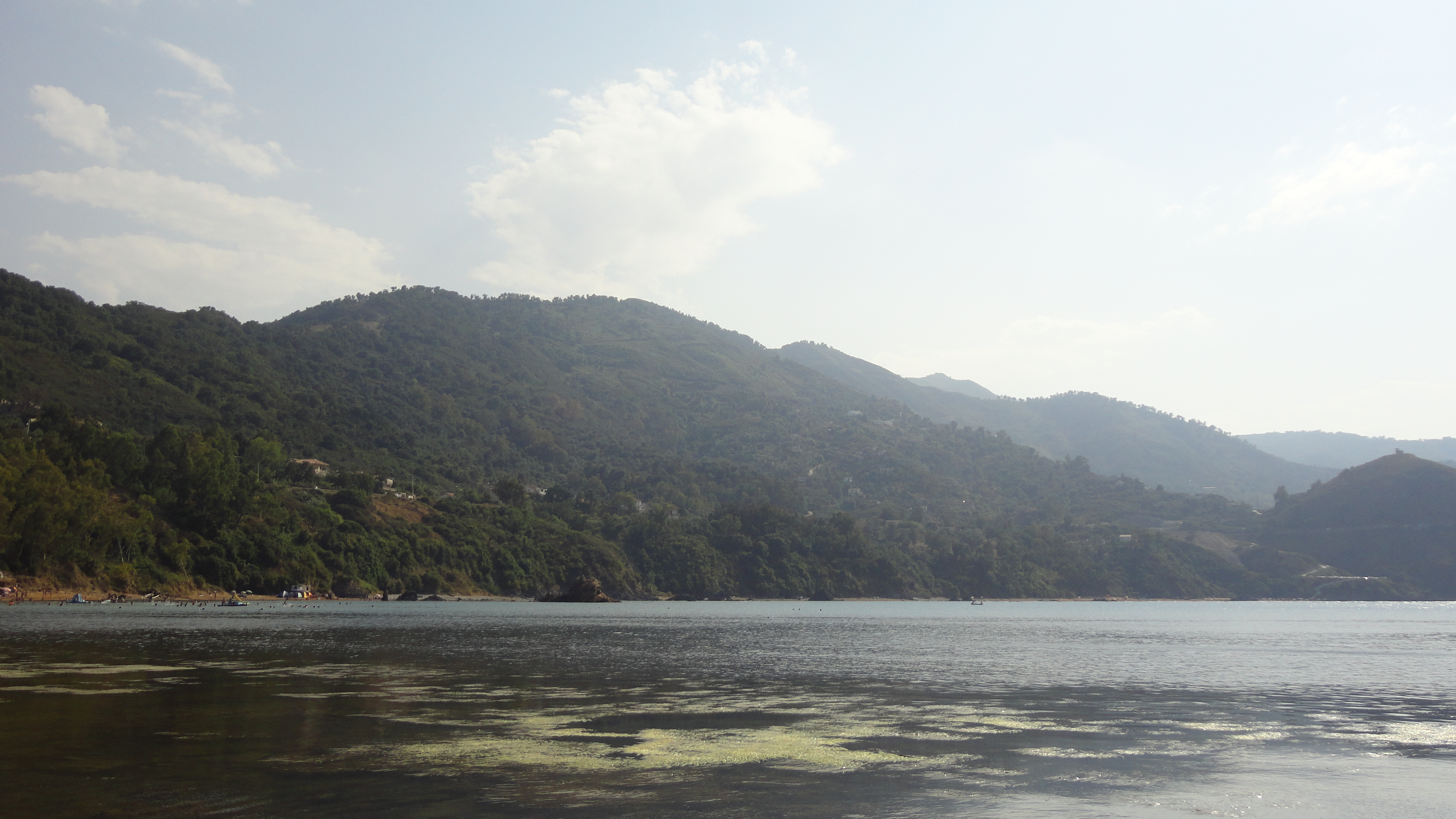
vue sur la Plage Rouge, Taâzibte et Tirjane
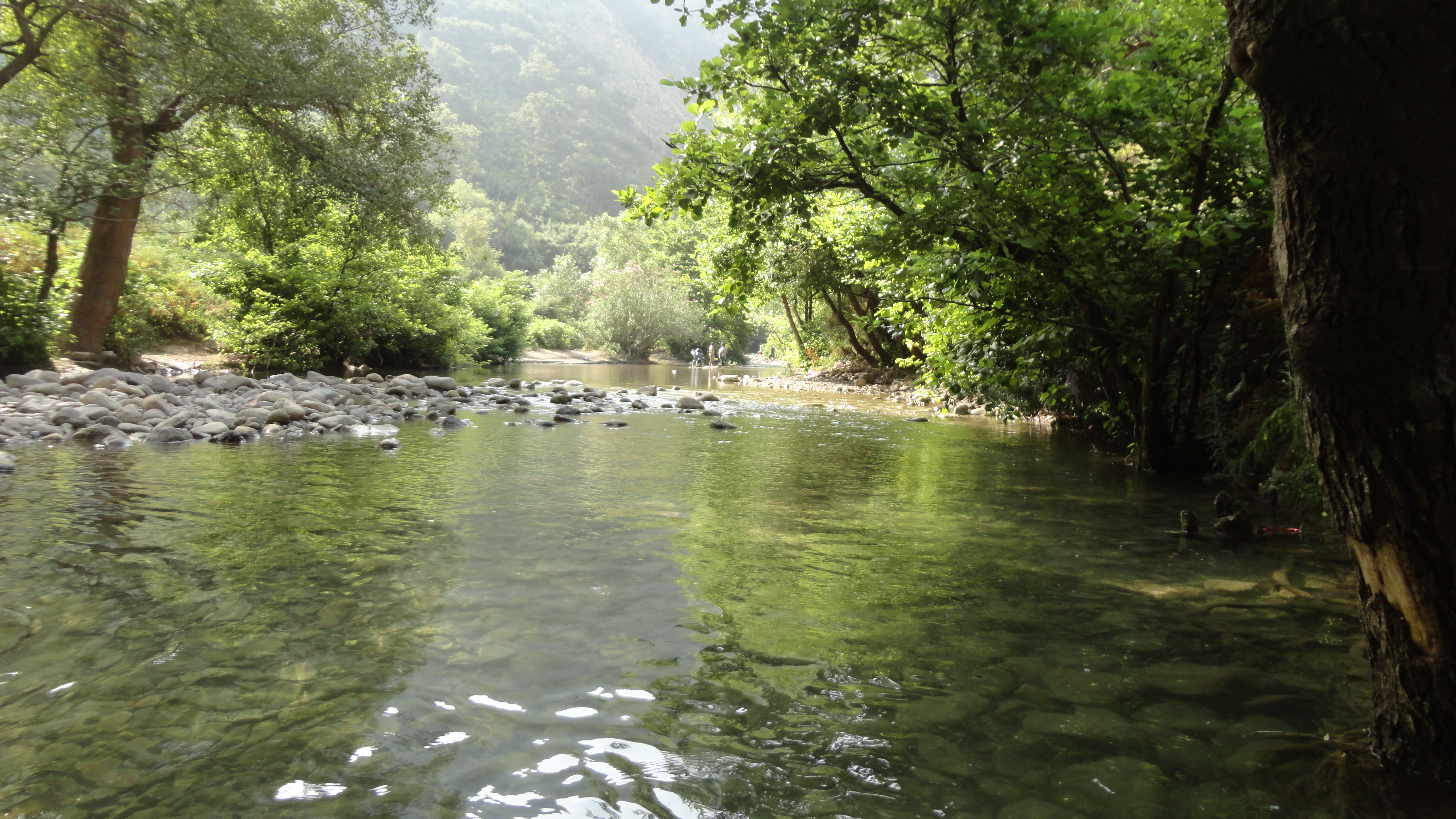
Ighzer Glili
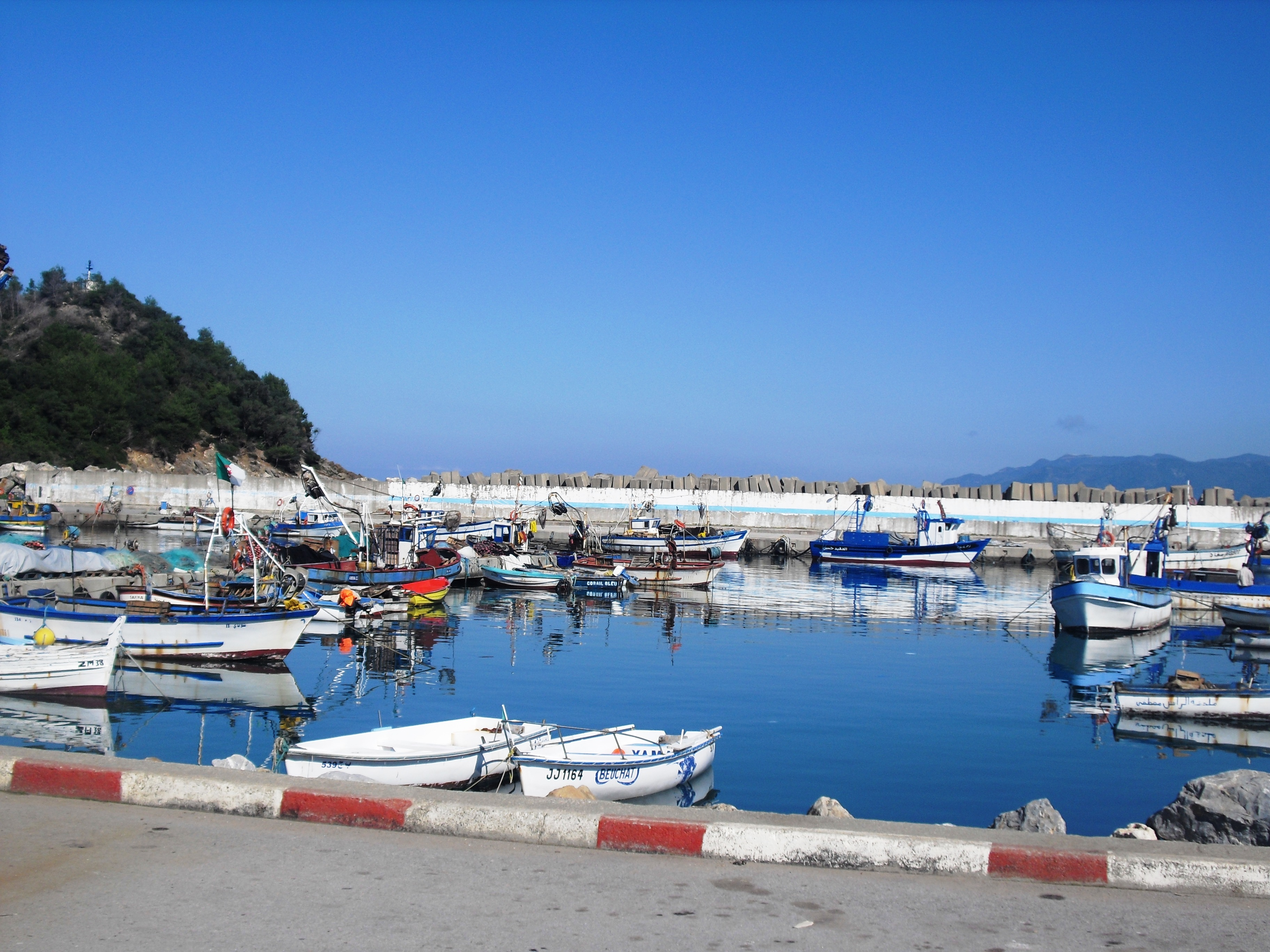
Port de pêche de Mansouriah et l'île de Mansouriah.
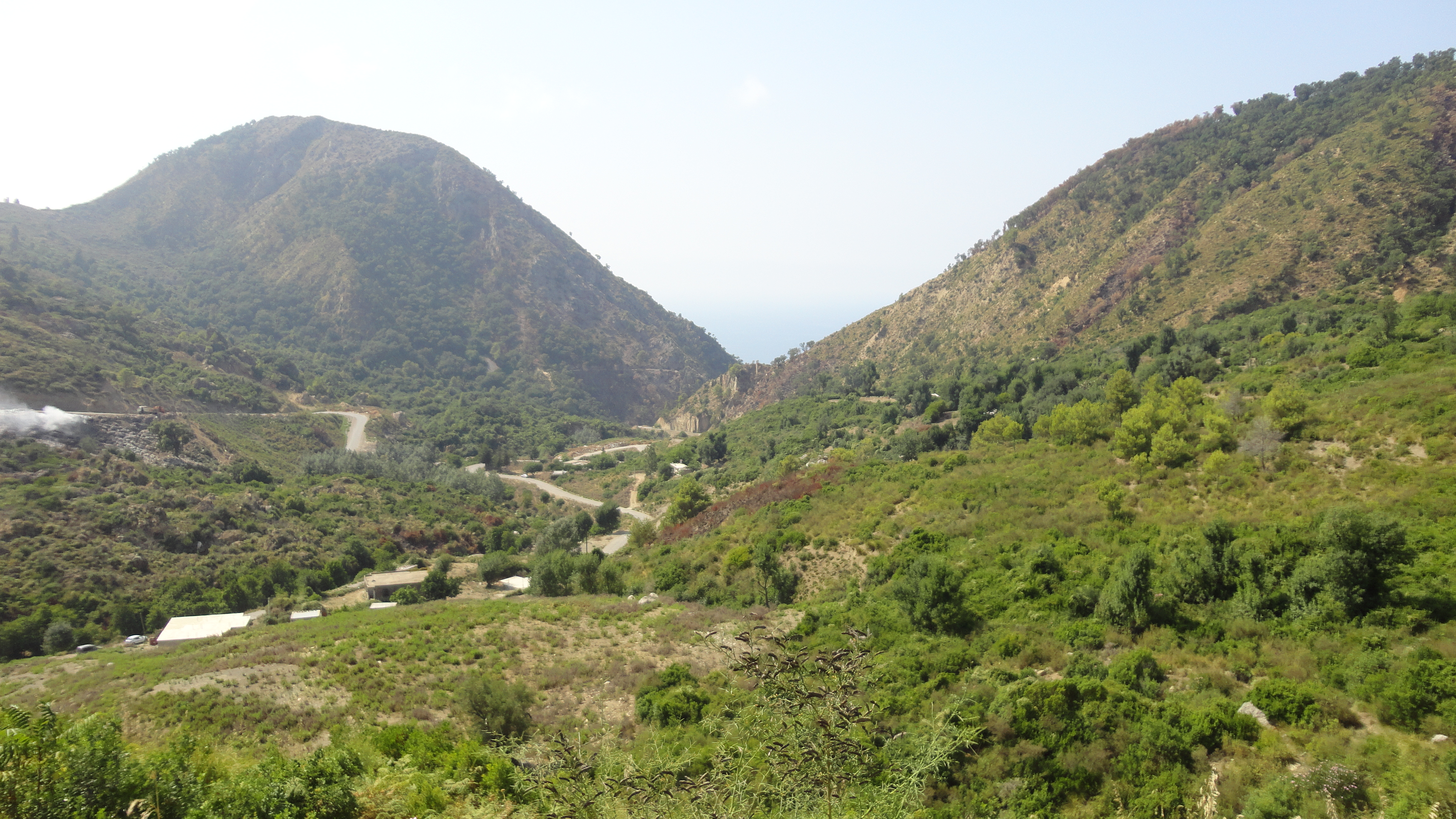
Aït Saâd-ellah